# Linsengericht
Linsengericht é um município da Alemanha, situado no distrito de Main-Kinzig, no estado de Hesse. Tem 29,82 km² de área, e sua população em 2019 foi estimada em 9.882 habitantes.